# Leomar Quintanilha
Leomar de Melo Quintanilha GOMM (Goiânia, 23 de outubro de 1945) é um pecuarista, dirigente esportivo e político brasileiro filiado ao Partido Democrático Trabalhista (PDT). Pelo Partido Progressista Reformador (PPR) e pelo Partido da Frente Liberal (PFL), representou Tocantins no Senado Federal. Pelo Partido Democrata Cristão (PDC), foi deputado federal pelo mesmo estado. Atualmente, preside a Federação Tocantinense de Futebol (FTF) desde a sua fundação, em 1990.

## Biografia
Filho de Martin Ribeiro Quintanilha e Leonilda Melo Quintanilha. Bancário, foi gerente do Banco do Brasil em municípios como: Goiandira, Gurupi e Paraíso do Tocantins. Presidente do Conselho Consultivo da Cooperativa Agropecuária Fronteira da Amazônia Ltda. (COOPEG) em Gurupi e da Associação Atlética Banco do Brasil em Araguaína, presidiu também o Lions Clube de Paraíso do Tocantins e o Rotary Clube de Corrente antes de estabelecer-se como funcionário da prefeitura municipal de Goiânia e da Universidade Federal de Goiás.
Candidato a prefeito de Araguaína por uma sublegenda da ARENA em 1976, não foi eleito. Formado em Direito pela Universidade Federal de Uberlândia em 1980, neste mesmo ano ingressou no PDS sendo mais uma vez candidato a prefeito da cidade numa sublegenda em 1982, mas colheu nova derrota. Tempos depois migrou para o PDC e figurou como suplente de deputado estadual em 1986.
Mediante a criação do Tocantins pela nova Constituição, assumiu a presidência estadual do PDC e nesta legenda foi eleito deputado federal em 1988, embora tenha licenciado-se para assumir a Secretaria de Educação a convite do governador Siqueira Campos. Primeiro presidente da Federação Tocantinense de Futebol, reelegeu-se deputado federal em 1990 e votou a favor do impeachment de Fernando Collor em 1992.
Em 4 de abril de 1993 Partido Democrático Social (PDS) e Partido Democrata Cristão (PDC) fizeram uma convenção nacional onde fundiram-se para criar o Partido Progressista Reformador (PPR) e por esta legenda elegeu-se senador em 1994. Durante o mandato ingressou no Partido Progressista Brasileiro (PPB) e licenciou-se do mandato entre abril e outubro de 1996 para assumir a Secretaria de Indústria e Comércio durante o segundo governo Siqueira Campos. Reeleito senador pelo PFL em 2002, migrou para o PMDB, mas durante o mandato protagonizou uma guinada ideológica: membro do partido fundado para apoiar o regime militar de 1964, Quintanilha filiou-se ao Partido Comunista do Brasil (PCdoB), mas foi derrotado ao disputar o governo do Tocantins em 2006.
Em 2005, durante sua estadia no PCdoB como senador, Quintanilha foi admitido pelo presidente Luiz Inácio Lula da Silva à Ordem do Mérito Militar no grau de Grande-Oficial.
De volta ao PMDB, licenciou-se do mandato de senador em setembro de 2009 para assumir a Secretaria de Educação a convite do governador Carlos Henrique Gaguim, retornando ao parlamento meses antes de eleger-se suplente de deputado federal em 2010.
Em 31 de janeiro de 2011, Quintanilha deixou o Senado Federal para dar lugar a Vicentinho Alves do PR, que apesar de ter ficado em terceiro lugar nas eleições de 2010, assumiu a vaga deixada por Marcelo Miranda, já que este teve a sua candidatura impugnada pelo TSE.